# Peremyshl
Peremyshl (ruso: Перемы́шль) es un asentamiento rural y pueblo (seló) de Rusia, capital del raión homónimo en la óblast de Kaluga.
En 2021, el territorio del asentamiento tenía una población de 4456 habitantes, de los que 3603 vivían en el propio pueblo y el resto en las aldeas (derevni) de Zhashkovo, Poliana y Jojlovka.
Se ubica a orillas del río Oká, unos 30 km al sur de Kaluga, junto al límite con la óblast de Tula.

## Historia
Según Vasili Tatíshchev, en su origen fue una ciudad fundada en el siglo XII por Yuri Dolgoruki, y recibe su topónimo en referencia a la ciudad rutena de Przemyśl; sin embargo, no hay documentos claros de existencia de la localidad hasta 1389. Los tártaros de Crimea devastaron la zona en 1596, lo que llevó a Borís Godunov a establecer aquí una importante fortificación; esto no impidió que las tropas de Dimitri II devastaran la ciudad en 1610. En 1708 se integró en la gobernación de Smolensk, hasta que en 1719 pasó a la provincia de Kaluga de la gobernación de Moscú. En 1776, la ciudad pasó a ser la capital de su propio uyezd, desde 1796 en la gobernación de Kaluga.
La Unión Soviética le retiró el estatus de ciudad en 1925, pero entre 1929 y 1963 siguió siendo la sede de un pequeño raión. En 1963, su raión se integró en el de Kaluga, ciudad que formaba una unidad administrativa aparte, por lo que en 1969 se trasladó aquí la capital distrital, pasando a denominarse como el actual raión de Peremyshl.